# Patient de Berlin
Pour les articles homonymes, voir Timothy Brown et Brown.
Le patient de Berlin est une expression utilisée pour désigner Timothy Brown, l'une des trois personnes connues et considérées comme guéries du VIH (2012). Le second est appelé depuis février 2019 le patient de Londres et le troisième depuis février 2023 patient de Düsseldorf.
Le 30 septembre 2020, Timothy Ray Brown (en) meurt des suites d'une leucémie aigüe myéloïde.